# Bjelomorsko grlo
Bjelomorsko grlo (rus. Горло Белого моря, Gorlo Belogo Morja) je tjesnac u sjeverozapadnoj Rusiji. Odvaja poluotok Kolu od Zimske obale i povezuje Bijelo more na jugozapadu s Barentsovim morem na sjeveroistoku. Tjesnac je dug 160 km, a širok između 45 i 93 km. 
Uz sjeverozapadnu obalu tjesnaca se nalazi otok Sosnovec.

## Vanjske poveznice
|  | Zajednički poslužitelj ima još gradiva o temi Bjelomorsko grlo |